# Grand Prix USA 2015
Grand Prix USA 2015 (oficiálně 2015 Formula 1 United States Grand Prix) se jela na okruhu Circuit of the Americas v Austinu v Texasu ve Spojených státech amerických dne 25. října 2015. Závod byl šestnáctým v pořadí v sezoně 2015 šampionátu Formule 1.

## Kvalifikace
| Poř.                       | No. | Jezdec           | Konstruktér             | Časy v kvalifikaci | Časy v kvalifikaci | Pořadí na startu |
| Poř.                       | No. | Jezdec           | Konstruktér             | Q1                 | Q2                 | Pořadí na startu |
| -------------------------- | --- | ---------------- | ----------------------- | ------------------ | ------------------ | ---------------- |
| 1                          | 6   | Nico Rosberg     | Mercedes                | 1:56.671           | 1:56.824           | 1                |
| 2                          | 44  | Lewis Hamilton   | Mercedes                | 1:56.871           | 1:56.929           | 2                |
| 3                          | 3   | Daniel Ricciardo | Red Bull Racing-Renault | 1:56.495           | 1:57.969           | 3                |
| 4                          | 26  | Daniil Kvjat     | Red Bull Racing-Renault | 1:57.640           | 1:58.434           | 4                |
| 5                          | 5   | Sebastian Vettel | Ferrari                 | 2:00.950           | 1:58.596           | 13               |
| 6                          | 11  | Sergio Pérez     | Force India-Mercedes    | 1:59.284           | 1:59.210           | 5                |
| 7                          | 27  | Nico Hülkenberg  | Force India-Mercedes    | 1:58.325           | 1:59.333           | 6                |
| 8                          | 7   | Kimi Räikkönen   | Ferrari                 | 1:58.198           | 1:59.703           | 18               |
| 9                          | 19  | Felipe Massa     | Williams-Mercedes       | 2:00.902           | 1:59.999           | 7                |
| 10                         | 33  | Max Verstappen   | Toro Rosso-Renault      | 1:58.689           | 2:00.199           | 8                |
| 11                         | 14  | Fernando Alonso  | McLaren-Honda           | 1:59.704           | 2:00.265           | 9                |
| 12                         | 77  | Valtteri Bottas  | Williams-Mercedes       | 1:59.569           | 2:00.334           | 16               |
| 13                         | 8   | Romain Grosjean  | Lotus-Mercedes          | 2:00.236           | 2:00.595           | 10               |
| 14                         | 22  | Jenson Button    | McLaren-Honda           | 2:00.261           | 2:01.193           | 11               |
| 15                         | 13  | Pastor Maldonado | Lotus-Mercedes          | 2:00.844           | 2:01.604           | 12               |
| 16                         | 9   | Marcus Ericsson  | Sauber-Ferrari          | 2:02.212           |                    | 14               |
| 17                         | 12  | Felipe Nasr      | Sauber-Ferrari          | 2:03.194           |                    | 15               |
| 18                         | 53  | Alexander Rossi  | MRT-Ferrari             | 2:04.176           |                    | 17               |
| 19                         | 28  | Will Stevens     | MRT-Ferrari             | 2:04.526           |                    | 19               |
| 107% času vítěze: 2:04.653 |     |                  |                         |                    |                    |                  |
| —                          | 55  | Carlos Sainz Jr. | Toro Rosso-Renault      | 2:07.304           |                    | 20               |
| Zdroj:                     |     |                  |                         |                    |                    |                  |

Poznámky
1. ↑  Kvůli silnému dešti a aquaplaningu na trati byla zrušena třetí část kvalifikace. Závod byl odstartován na pozicích, které určil čas zajetý ve druhé části kvalifikace.
2. 1 2  Sebastian Vettel a Kimi Räikkönen obdrželi trest posunu o 10 míst vzad za překročení počtu povolených pohonných jednotek.
3. ↑  Valtteri Bottas obdržel trest posunu o 5 míst vzad za neplánovanou výměnu převodovky.
4. ↑  Will Stevens obdržel trest posunu o 20 míst vzad za překročení počtu povolených pohonných jednotek.
5. ↑  Carlos Sainz Jr. nezaznamenal čas, kterým by se kvalifikoval ve 107 % času vítěze. Start mu byl povolen sportovními komisaři.

## Závod
| Poř.   | No. | Jezdec           | Konstruktér             | Počet kol | Čas/Odstoupení      | Pořadí na startu | Body |
| ------ | --- | ---------------- | ----------------------- | --------- | ------------------- | ---------------- | ---- |
| 1      | 44  | Lewis Hamilton   | Mercedes                | 56        | 1:50:52.703         | 2                | 25   |
| 2      | 6   | Nico Rosberg     | Mercedes                | 56        | +2.850              | 1                | 18   |
| 3      | 5   | Sebastian Vettel | Ferrari                 | 56        | +3.381              | 13               | 15   |
| 4      | 33  | Max Verstappen   | Toro Rosso-Renault      | 56        | +22.359             | 8                | 12   |
| 5      | 11  | Sergio Pérez     | Force India-Mercedes    | 56        | +24.413             | 5                | 10   |
| 6      | 22  | Jenson Button    | McLaren-Honda           | 56        | +28.058             | 11               | 8    |
| 7      | 55  | Carlos Sainz Jr. | Toro Rosso-Renault      | 56        | +30.619             | 20               | 6    |
| 8      | 13  | Pastor Maldonado | Lotus-Mercedes          | 56        | +32.273             | 12               | 4    |
| 9      | 12  | Felipe Nasr      | Sauber-Ferrari          | 56        | +40.257             | 15               | 2    |
| 10     | 3   | Daniel Ricciardo | Red Bull Racing-Renault | 56        | +53.571             | 3                | 1    |
| 11     | 14  | Fernando Alonso  | McLaren-Honda           | 56        | +54.816             | 9                |      |
| 12     | 53  | Alexander Rossi  | MRT-Ferrari             | 56        | +1:15.277           | 17               |      |
| Ret    | 26  | Daniil Kvjat     | Red Bull Racing-Renault | 41        | Nehoda              | 4                |      |
| Ret    | 27  | Nico Hülkenberg  | Force India-Mercedes    | 35        | Kolize              | 6                |      |
| Ret    | 9   | Marcus Ericsson  | Sauber-Ferrari          | 25        | Elektronika         | 14               |      |
| Ret    | 7   | Kimi Räikkönen   | Ferrari                 | 25        | Brzdy               | 18               |      |
| Ret    | 19  | Felipe Massa     | Williams-Mercedes       | 23        | Zavěšení            | 7                |      |
| Ret    | 8   | Romain Grosjean  | Lotus-Mercedes          | 10        | Brzdy               | 10               |      |
| Ret    | 77  | Valtteri Bottas  | Williams-Mercedes       | 5         | Zavěšení            | 16               |      |
| Ret    | 28  | Will Stevens     | MRT-Ferrari             | 1         | Poškození po kolizi | 19               |      |
| Zdroj: |     |                  |                         |           |                     |                  |      |

Poznámky
1. ↑  Carlos Sainz Jr. obdržel trest přičtení 5 sekund k času v cíli za překročení rychlosti v boxové uličce.

## Průběžné pořadí po závodě
- Tučně jsou vyznačeni jezdci a týmy se šancí získat titul v Poháru jezdců nebo konstruktérů.

Pohár jezdců
|  | Pořadí | Jezdec           | Body |
|  | ------ | ---------------- | ---- |
|  | 1      | Lewis Hamilton   | 327  |
|  | 2      | Sebastian Vettel | 251  |
|  | 3      | Nico Rosberg     | 247  |
|  | 4      | Kimi Räikkönen   | 123  |
|  | 5      | Valtteri Bottas  | 111  |

Pohár konstruktérů
|  | Pořadí | Konstruktér             | Body |
|  | ------ | ----------------------- | ---- |
|  | 1      | Mercedes                | 574  |
|  | 2      | Ferrari                 | 374  |
|  | 3      | Williams-Mercedes       | 220  |
|  | 4      | Red Bull Racing-Renault | 150  |
|  | 5      | Force India-Mercedes    | 102  |